# バスケットボール女子ハンガリー代表
バスケットボール女子ハンガリー代表（Hungary women's national basketball team）は、ハンガリーバスケットボール連盟により国際大会に派遣される女子バスケットボールのナショナルチームである。

## 歴史
1957年に世界選手権に出場し、5位となる。以降合わせて5回出場した。
五輪は1980年モスクワ大会のみで6チーム中4位。

## 主な国際大会成績
- オリンピック
  - 1980年 － 4位
- 世界選手権の成績
  - 1957年 － 5位
  - 1959年 － 7位
  - 1975年 － 9位
  - 1986年 － 8位
  - 1998年 － 10位
- ユーロバスケットの成績
  - 準優勝：1950, 1956